# Escallonia herrerae
Escallonia herrerae är en tvåhjärtbladig växtart som beskrevs av Johannes Mattfeld. Escallonia herrerae ingår i släktet Escallonia och familjen Escalloniaceae. Inga underarter finns listade i Catalogue of Life.